# Hayley Jones (atletinja)
Hayley Jones, angleška atletinja, * 14. september 1990, Anglija, Združeno kraljestvo.
Ni nastopila na poletnih olimpijskih igrah. Na svetovnih prvenstvih je osvojila bronasto medaljo v štafeti 4x100 m leta 2013.